# Dias Angga Putra
Dias Angga Putra (sinh ngày 6 tháng 5 năm 1989) là một cầu thủ bóng đá người Indonesia hiện tại thi đấu cho Bali United ở vị trí hậu vệ.

## Đời sống cá nhân
Vào tháng 11 năm 2014, Dias kết hôn. Mẹ anh đến từ Ternate, Maluku.

## Sự nghiệp câu lạc bộ
Anh ký bản hợp đồng 2 năm với Pelita Bandung Raya ngày 26 tháng 11 năm 2013. Vào tháng 11 năm 2014, anh lại ký hợp đồng với Persib Bandung.